# Les Amants fugitifs
Pour plus de détails, voir Fiche technique et Distribution.
Les Amants fugitifs (Fugitive Lovers) est un film américain réalisé par Richard Boleslawski, sorti en 1934.

## Synopsis
Une jeune choriste quitte New York pour Los Angeles, afin d'échapper à un violent gangster. Son bus prend à son bord un prisonnier en cavale alors que la police et le gangster se lancent à leurs poursuite.

## Fiche technique
- Titre original : Fugitive Lovers
- Réalisation : Richard Boleslawski
- Scénario : Albert Hackett, Frances Goodrich, George B. Seitz, d'après une histoire de Ferdinand Reyher et Frank Wead
- Directeur de la photographie : Ted Tetzlaff
- Société de production : Metro-Goldwyn-Mayer
- Producteur : Lucien Hubbard
- Direction artistique : A. Arnold Gillespie
- Son : Douglas Shearer
- Montage : William S. Gray
- Musique : William Axt
- Langue : anglais
- Format :  1.37 : 1
- Couleur : noir et Blanc
- Genre : drame
- Durée : 82 minutes
- Date de sortie :
  - États-Unis : 5 janvier 1934

## Distribution
- Robert Montgomery : Paul Porter, dit Stephen Blaine
- Madge Evans : Letty Morris
- Ted Healy : Hector Withington, Jr.
- Nat Pendleton : Legs Caffey
- C. Henry Gordon : Détective Daly
- Ruth Selwyn : Babe Callahan
- Larry Fine : Premier des trois Julians
- Moe Howard : Dernier des trois Julians
- Jerry Howard : Bill, second des trois Julians

Acteurs non crédités
- Wade Boteler : Flic
- Walter Brennan : Second chauffeur du bus
- Don Brodie : Lefty
- James Burke : Joe Cobb
- Heinie Conklin : Homme du bus avec Hector
- Ray Cooke : Bagagiste
- Nell Craig : Caissier
- Richard Cramer : Lieutenant de Police
- Louise Emmons : Colporteur de journaux à la station de bus de Pittsburgh
- Edward Gargan : Policier
- Harrison Greene : Ami d'Hector en état d'ivresse
- Sherry Hall : Employé à la station de bus
- Virginia Hammond : Passager du bus « collet monté »
- Edward Hearn : Détective
- Ben Hendricks Jr. : Steve
- Al Hill : Joe
- DeWitt Jennings : Surveillant
- Milton Kibbee : Ami d'Hector en état d'ivresse
- Walter Long : Gardien de prison
- Wilbur Mack : Directeur du théâtre
- Margaret Mann  : Femme de l'homme aveugle
- Sam McDaniel : Agent d'entretien à la gare
- Dad Mills : Homme aveugle
- Charles R. Moore : Portier
- Inez Palange : Maria
- Syd Saylor : 3e chauffeur de bus
- Frank Sheridan : Chef de Police
- Akim Tamiroff : Passager sourd-muet dans le bus
- Harry Tenbrook : Policier
- Fred Toones : Homme qui conduit pendant l'évasion
- Maidel Turner : Mère du petit garçon
- Bobby Watson : Eddie
- Delmar Watson : Tommy
- Leo White : Passager du bus